# Bethlehem Steel FC (1907–1930)

Logo des Bethlehem Steel FC (etwa 1911)

Der Bethlehem Steel Football Club aus Bethlehem, Pennsylvania war eine der erfolgreichsten US-amerikanischen Fußballmannschaften in den 1910er und 1920er Jahren. 
Vor allem wegen der finanzkräftigen Unterstützung der ortsansässigen Bethlehem Steel Corporation konnten britische Spieler verpflichtet werden, die maßgeblich zum Erfolg des Klubs beitrugen.
Zunächst trug die Mannschaft ihre Heimspiele im East End Field, später an der Elizabeth Avenue in Bethlehem aus. Seine erste Ligasaison spielte Bethlehem 1911/12 in der Allied American Foot Ball Association (AAFBA). In den zwei folgenden Jahren holte sich die Mannschaft dort jeweils den Titel. 1914/15 spielte Bethlehem Steel in der American League of Association Football Clubs (ALAFC) und gewann auch dort.
Auch in Pokalwettbewerben war die Mannschaft höchst erfolgreich. Sie siegte 1915, 1916, 1918, 1919 und noch einmal 1926 im National Challenge Cup. Mit fünf Titeln ist Bethlehem bis heute US-amerikanischer Rekordpokalsieger. Zudem gewann sie den American Cup, und zwar 1914, von 1916 bis 1919 sowie 1924.
Zwischen 1919 und 1921 wurde Bethlehem Steel jeweils Meister der National Association Foot Ball League (NAFBL). Als zur Saison 1921/22 die professionelle American Soccer League (ASL) eingeführt wurde, löste die Führung den Verein auf und gründete den Philadelphia Field Club, in dem die meisten der ehemaligen Bethlehem Steel-Spieler angestellt waren. Wenig überraschend gewann der Philadelphia Field Club die Meisterschaft, aber die Mannschaft zog wegen finanzieller Schwierigkeiten und mangelnder Fanunterstützung zurück nach Bethlehem. 1926/27 gelang dem Bethlehem Steel F.C. in der ASL ein weiterer Titelgewinn. 1928 wurde der Verein Mitglied der Eastern Soccer League (ESL), in der er auf Anhieb zwei Titel holte. Ende 1929 fusionierten die ESL und die ASL zur Atlantic Coast League. Der Bethlehem Steel F.C. wurde jedoch schon nach der Hinrunde der Saison 1930 aufgelöst.